# Museu Nacional de Belles Arts del Quebec
El Museu nacional de belles arts de Québec és un museu localitzat a la ciutat de Quebec, Quebec, Canadà. El museu reuneix al voltant de 25.000 obres essencialment produïdes al Quebec, per diversos artistes, alguns dels quals daten del segle xviii. També compta amb una biblioteca des de 1987. Està situat als Plans d'Abraham, al Parc dels Camps de Batalla.
Fundat en 1933, el museu va ser conegut com el Museu de la província de Québec, després el Musée du Québec a partir de 1961, abans de ser rebatejat en 2002 per la seva denominació actual, pel govern de Bernard Landry. Es compon de tres pavellons, cadascun en un edifici diferent. Un d'ells és l'antiga presó de la ciutat de Quebec, que data del segle xix, i l'interior és un testimoni de l'època de la vida carcerària viscuda. Des de 1995, el museu compta amb el suport financer d'una fundació anomenada La Fondation du Musée.
El museu està afiliat al Museu virtual del Canadà.
|  |  |  |  |